# Das Ende aller Tage
Das Ende aller Tage (Originaltitel: FUTURE WAR 198X年, ~-nen) ist ein Anime-Film aus dem Jahr 1982. Die deutsche Erstveröffentlichung 1983 trug noch den Titel Null-Zeit – Der III. Weltkrieg hat begonnen.
Der unter der Regie von Tomoharu Katsumata und Toshio Masuda entstandene Film handelt von einem Konflikt zwischen den USA und der UdSSR, der in einen weltumfassenden Atomkrieg eskaliert. Produziert wurde der Film von Toei Animation.

## Handlung
Während des Kalten Krieges entwickeln Wissenschaftler im Auftrag des US-Militärs einen Lasersatelliten, der die USA vor Atomraketenangriffen schützen soll. Nachdem der erste Test erfolgreich verläuft, sehen sich die Russen im Nachteil und entführen den Hauptentwickler des Satelliten mit einem Atom-U-Boot, damit dieser für die Sowjetunion ebenfalls einen Lasersatelliten zur Raketenabwehr baut. Um das zu verhindern, versenken die Amerikaner das russische U-Boot mit dem Wissenschaftler an Bord durch einen Atomtorpedo. Von diesem Moment an verschärfen sich die Spannungen zwischen der NATO und dem Warschauer Pakt, sowohl der amerikanische als auch der russische Präsident ordnen die sofortige Mobilmachung aller ihrer Streitkräfte in Europa an. Kurz darauf kommt es zu einem folgenschweren Zwischenfall: ein Asyl suchender russischer Pilot landet mit einem neuartigen Bomber auf einem westdeutschen Stützpunkt. Um zu verhindern, dass der Bomber in die Hände der NATO gerät und als Vergeltung für die Versenkung des russischen U-Boots greifen sowjetische Kampfflugzeuge den Stützpunkt an. Bei diesem Angriff wird neben dem Superbomber auch der Stützpunkt völlig vernichtet. Allerdings können im letzten Moment zwei Tornado-Kampfflugzeuge entkommen und zerstören als Vergeltung einen ostdeutschen Stützpunkt. Dies hat eine militärische Auseinandersetzung zwischen den Streitkräften der NATO und des Warschauer Paktes auf deutschem Boden zur Folge. Als während der Kämpfe ein britischer Soldat unerlaubt eine mit einem atomaren Sprengkopf ausgestattete Rakete auf die sowjetischen Panzereinheiten abfeuert und wenig später ein nach einem Gefecht mit der US-Marine schwer beschädigtes sowjetisches U-Boot versehentlich mehrere Atomraketen auf die amerikanische Ostküste abschießt, eskaliert die Situation und es kommt zwischen den USA und der UdSSR zu einem Atomkrieg, der die ganze Welt zu vernichten droht.

## Veröffentlichung
Das Ende aller Tage kam am 30. Oktober 1982 in die japanischen Kinos.
1983 wurde der Anime in Deutschland auf VHS-Kassette unter dem Titel Null-Zeit – Der III. Weltkrieg hat begonnen bei Vegas Video mit einer Laufzeit von ca. 115 Minuten veröffentlicht.
Am 4. September 2016 gab die Firma SchröderMedia bekannt, die Rechte an Das Ende aller Tage erworben zu haben und veröffentlichte den Anime-Film am 3. November 2016 in Deutschland erstmals auf DVD.